# Heliosia flava
Heliosia flava là một loài bướm đêm thuộc phân họ Arctiinae, họ Erebidae.